# Bananenkrieg
Der Bananenkrieg (engl. Banana war), auch Bananenstreit genannt, war ein Streit zwischen den USA und der Europäischen Union bezüglich der Bananenmarktordnung.

## Verlauf
Am 1. Juli 1993 erließ die Europäische Union, damals noch der EG-Agrarrat, die EU-Bananenmarktordnung.
Diese Verordnung wurde von der EU verfasst, um die europäischen Produzenten und die früheren Kolonien in Afrika, der Karibik und dem Pazifik (AKP-Ländern) vor billigen Bananen aus Lateinamerika zu schützen. Sie regelte Zölle und Einfuhrmengen.
Dadurch erlitten die US-Konzerne Chiquita Brands International und Dole Food Company Einnahmeverluste. Sie traten an die US-Regierung heran, weil sie in der EU-Verordnung die Ursache für einen jährlichen Verlust von 520 Mio. US-$ an nicht erzielbarem Absatz in der EU sahen. Daraufhin erhoben die USA und mittelamerikanische Staaten vor der Welthandelsorganisation (WTO) Klage gegen die EU-Bananenmarktordnung.
Am 11. April 2001 wurde eine Einigung erzielt. Nach diesem Abkommen sollen die Einfuhrmengen durch eine „historische Referenzperiode“ des Zeitraums von 1994 bis 1996 bestimmt sowie das zollvergünstigte Einfuhrkontingent für Bananen aus den AKP-Ländern um 100.000 Tonnen gekürzt werden. Im Ausgleich werden die von den USA gegen die EU erhobenen Strafzölle in Höhe jährlich von 191 Mio. Dollar aufgehoben.
Seit dem 1. Januar 2006 schlägt die EU generell auf Bananenimporte 176 Euro Zoll pro Tonne auf. Den AKP-Staaten wird in bestimmten Mengen die zollfreie Einfuhr von Bananen in die EU garantiert. Nach einer Klage Ecuadors bei der WTO, das sich durch diese Regelung benachteiligt sieht, wird jetzt befürchtet, dass es erneut zu einem „Handelskrieg“ zwischen den US-dominierten Staaten Lateinamerikas und der Europäischen Union kommen kann.

## Beilegung
Am 15. Dezember 2009 trafen Vertreter der EU, der Vereinigten Staaten und mehrerer lateinamerikanischer Staaten eine Übereinkunft, die den Bananenkrieg beendete.
Die durch die EU erhobenen Einfuhrzölle werden bis zum Jahr 2017 schrittweise von 176 Euro auf 114 Euro je Tonne gesenkt.
Weiterhin verpflichtet sich die EU die AKP-Länder mit bis zu 200 Millionen Euro zu unterstützen. Nach Abstimmung der rechtlichen Regelungen in der EU und den jeweiligen nationalen Parlamenten trat das Abkommen im Jahr 2012 in Kraft.